# DC Лига Суперпитомцы
«DC Ли́га Суперпито́мцы» (англ. DC League of Super-Pets) — американский компьютерно-анимационный комедийный супергеройский фильм, основанный на персонажах компании DC Comics. Фильм снят режиссёром Джаредом Стерном по сценарию Стерна и Джона Уиттингтона. Фильм рассказывает о псе Крипто (озвучивает Дуэйн Джонсон), домашнем питомце Супермена, который объединяется с псом Эйсом (озвучивает Кевин Харт) и другими животными, чтобы спасти супергероев, которых захватил в плен Лекс Лютор. В озвучке также принимали участие Кейт Маккиннон, Джон Красински, Ванесса Байер, Наташа Лионн, Диего Луна, Марк Марон, Киану Ривз, Бен Шварц и Томас Миддлдитч.
Премьера мультфильма «DC Лига Суперпитомцы» состоялась 27 июля 2022 года в Лос-Анджелесе, после чего 29 июля он был выпущен в широкий прокат в США. Премьера трижды откладывалась в связи с пандемией COVID-19. Фильм собрал более $112 млн и получил в целом положительные отзывы критиков.

## Синопсис
Лулу и Лекс Лютор захватывают Лигу Справедливости в плен, и тогда собака Супермена, Крипто, формирует команду из животных, которые получили суперспособности. Пёс Эйс становится сверхсильным, свинья ПиБи может вырастать до гигантских размеров, черепаха Мёртон обладает суперскоростью, а белка Чип получает электрическую силу.

## Роли озвучивали
- Дуэйн Джонсон — Крипто: Собака Супермена[7].
  - Также Джонсон озвучивает Тет-Адама / Чёрного Адама и его пса Анубиса.
- Кевин Харт — Эйс / Бэт-гончая: Собака Бэтмена[7][8].
- Кейт Маккиннон — Лулу: Лысая морская свинка[9][10].
- Джон Красински — Кларк Кент / Кал-Эл / Супермен: Герой Метрополиса, хозяин Крипто[11].
- Ванесса Байер[англ.] — свинья ПиБи: Питомец Чудо-женщины[7][8].
- Наташа Лионн — черепаха Мёртон Макснартл[англ.]: Питомец Флэша[7][8].
- Диего Луна — белка Чип[англ.]: Питомец Зелёного Фонаря[англ.][7][8].
- Томас Миддлдитч и Бен Шварц — Кит и Марк: Морские свинки, нанятые Лулу. Позднее они становятся питомцами Аквамена и Киборга соответственно[12].
- Киану Ривз — Брюс Уэйн / Бэтмен: Линчеватель, защищающий Готэм-Сити, который является хозяином Эйса[13].
- Марк Марон — Лекс Лютор: Генеральный директор LexCorp и заклятый враг Супермена[14].
- Оливия Уайлд — Лоис Лейн: Репортёр Daily Planet[англ.] и девушка Кларка[15].
- Джамила Джамил — Диана Принс / Чудо-женщина: Принцесса-воительница с Темискиры, хозяйка ПиБи[16].
- Джемейн Клемент — Артур Карри / Аквамен: Воин-полубог, правитель Атлантиды[17].
- Джон Эрли[англ.] — Барри Аллен / Флэш: Судмедэксперт, способный бегать со скоростью света, хозяин Мёртона[15].
- Давид Диггз — Виктор Стоун / Киборг: Бывший игрок в футбол, получивший кибернетическое тело в результате несчастного случая[18].
- Дэша Поланко — Джессика Круз / Зелёный Фонарь[англ.]: Член Корпуса Зелёных Фонарей и хозяйка Чипа[19].
- Кит Дэвид — Зипто: Отец Крипто[20]
- Ричард Арнольд[англ.] — Ваффлз[21]

## Производство

### Разработка
В июле 2018 года Джареда Стерна назначили сценаристом и режиссёром анимационного фильма о Легионе суперпитомцев. В январе 2019 года было объявлено, что Сэм Левин будет сорежиссёром мультфильма, а Патриция Хикс выступит продюсером картины.
В мае 2021 года стало известно, что Дуэйн Джонсон будет озвучивать Крипто. Помимо главной роли в фильме, он вместе с Дэни Гарсия, Хирамом Гарсия и Стерном присоединятся к Хиксу в качестве продюсеров, а Джон Реква, Гленн Фикарра и Николас Столлер будут исполнительными продюсерами.
В июне 2021 года было объявлено, что Кевин Харт станет голосом пса Эйса. Кейт Маккиннон, Джон Красински, Ванесса Байер, Наташа Лионн, Диего Луна и Киану Ривз также получили на тот момент неназванные роли в фильме. На следующей неделе к производству мультфильма присоединилась Джамила Джамил. В сентябре 2021 года стало известно об участии Марка Марона, который озвучивает Лекса Лютора. К ноябрю были объявлены роли некоторых из ранее заявленных актёров: Чип, белка Зелёного Фонаря (Луна); Мёртон, черепаха Флэша (Лионн); ПиБи, свинья Чудо-женщины (Байер); Супермен (Красински); также в актёрский состав вошли Томас Миддлдитч и Бен Шварц. В марте 2022 года вышел трейлер картины с Ривзом, озвучивающим Бэтмена. В следующем месяце стало известно, что Дэша Поланко озвучивает Джессику Круз / Зелёного Фонаря. За три недели до премьеры фильма были выпущены постеры, на которых были указаны имена актёров, озвучивших Лоис Лейн и членов Лиги справедливости.

### Анимация
Анимацией занималась студия Animal Logic, ранее работавшая над анимацией для серии фильмов «Лего. Фильм».

### Музыка
Музыку к фильму написал Стив Яблонски.

## Прокат
Изначально выход мультфильма «DC Лига Суперпитомцы» планировался на 21 мая 2021 года. Позднее дата выхода была перенесена на 20 мая 2022 года. В марте 2022 года релиз был перенесён с 20 мая 2022 года на 29 июля того же года, сместив с этой даты на 21 октября 2022 года фильм «Чёрный Адам». На HBO Max картина появится спустя 45 дней после кинотеатрального показа.

## Отзывы
На сайте-агрегаторе рецензий Rotten Tomatoes мультфильм имеет рейтинг 72 % со средней оценкой 6,3 из 10 на основе 95 отзывов.

## Видеоигра
Видеоигра DC League of Super-Pets: The Adventures of Krypto and Ace, основанная на фильме, была анонсирована на DC FanDome и вышла 15 июля 2022 года.